# Jaime Brufau Maciá
Jaime Brufau Maciá CM (* 20. Januar 1922 in Vilanova de Bellpuig; † 17. August 1996) war ein spanischer römisch-katholischer Ordensgeistlicher und Bischof von San Pedro Sula.

## Leben
Jaime Brufau Maciá trat der Ordensgemeinschaft der Lazaristen bei und empfing am 25. Januar 1948 das Sakrament der Priesterweihe.
Am 15. März 1966 ernannte ihn Papst Paul VI. zum Bischof von San Pedro Sula. Der Erzbischof von Tegucigalpa, Héctor Enrique Santos Hernández SDB, spendete ihm am 29. Juni desselben Jahres die Bischofsweihe; Mitkonsekratoren waren der Weihbischof in Verapaz, Cobán, Humberto Lara Mejía CM, und der Weihbischof in San Salvador, José Eduardo Alvarez Ramírez CM.
Papst Johannes Paul II. nahm am 15. September 1993 das vorzeitige Rücktrittsgesuch von Jaime Brufau Maciá an.